# Gongrocnemis rollei
Gongrocnemis rollei är en insektsart som beskrevs av Max Beier 1954. Gongrocnemis rollei ingår i släktet Gongrocnemis och familjen vårtbitare. Inga underarter finns listade i Catalogue of Life.